# Almir Gabriel
Almir José de Oliveira Gabriel (Castanhal, 18 de agosto de 1932 - Belém, 19 de febrero de 2013) fue un médico y político brasileño, miembro fundador del PSDB, con base política en el estado de Pará. Fue alcalde de Belém (1983-1986), senador (1987-1995) y gobernador de Pará (1995-2002).
En el 2006 volvió a presentarse a la elección a gobernador. Apoyado por una gran coalición de 15 partidos fue sorprendentemente derrotado en la segunda vuelta por Ana Júlia Carepa, quedándose con el 45,07% de los votos.
El viraje a la izquierda del político, así como su enfrentamiento a compañeros de partido, lo hizo dejar su militancia en el PSDB y pasar a militar en el PTB, partido del que fue miembro hasta su fallecimiento.